# Orivesi
Orivesi is een gemeente en stad in de Finse provincie West-Finland en in de Finse regio Pirkanmaa. De gemeente heeft een landoppervlakte van 799,63 km² en telt 8.935 inwoners (2022).

## Geboren in Orivesi
- Marco Parnela (1981), voetballer